# Ulquiorra Cifer
Ulquiorra Cifer (ウルキオラ・シファー Urukiora Shifā?) es un personaje del manga Bleach. Forma parte del ejército de Sōsuke Aizen como el cuarto «Espada», un grupo formado por los Arrancar más poderosos. Es el único de ellos en tener una segunda etapa de resurrección, una transformación más poderosa que la habitual.[cita requerida]
Dentro de la comunidad de Bleach, durante mucho tiempo hubo confusión sobre cómo se escribe su apellido, hasta que el autor, Tite Kubo, aclaró en el volumen 38 del manga que es «Cifer», no «Schiffer», como se creía al principio.

## Perfil

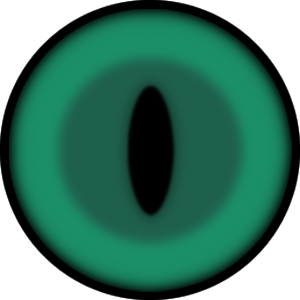
Ojo de Ulquiorra.

Ulquiorra es un Espada con aspecto melancólico, tiene una línea delgada de color verde debajo de cada uno de los ojos verdes y se mantiene impertérrito en toda situación. Los restos de su máscara de Hollow se encuentran al lado izquierdo de la cabeza, dando la apariencia de un casco partido.[cita requerida]
Tiene el pelo oscuro y desordenado, y la piel es extremadamente blanca. Viste el hakama blanco y negro de los Arrancars, además de llevar una chaqueta que le cubre ajustadamente todo el torso y cae como una capa no muy larga. La funda de su Zanpakutō es de color verde azulado.[cita requerida] Cuando Ulquiorra tenía el aspecto de un Vasto Lorde, ya que poseía forma humanoide y era de pequeño tamaño. La piel era completamente blanca, siendo la máscara Hollow una combinación de la que muestra en su forma sellada posterior a su arrancarización y a la de su resurrección con una línea bordeada que la divide, agregándosele a la base de la máscara dos aberturas ceñidas sobre los ojos y dos líneas al contorno de los mismos, emulando en cierta forma las líneas verticales que tiene por sobre la cara al haber sido arrancarizado.
Asimismo, la máscara carece completamente de rasgos bucales como la dentadura. Las alas que posteriormente se ven en su Resurrección segunda etapa están situadas por sobre la superficie de la espalda baja y conserva la larga cola.
Siempre conserva la calma y nada parece inquietarle o molestarle (rara vez saca las manos de los bolsillos del hakama). Demostró ser uno de los Arrancar más fieles y eficientes al servicio de Aizen, que deposita su confianza en él en numerosas ocasiones. Ulquiorra muestra una actitud displicente hacia otros Espada como Grimmjow o Nnoitra, aunque parece mantener una relación cordial, para tratarse de arrancar, con Yammy.
Posee el extraño hábito de apuñalar a los enemigos que le parecen interesantes con la mano desnuda en la posición donde se encuentra su agujero de Hollow, esto es, justo debajo del cuello.

## Personalidad
De entre todos los personajes de Bleach, Ulquiorra bien podría ser quien posee la personalidad más fría e insensíble entre todos, mezclada con un halo melancólico no exento de crueldad. Esto permíte establecer un cierto paralelismo con Byakuya (debido al carácter también frío de este). No suele mostrar emoción alguna hacia cualquier estímulo externo, pareciendo indiferente ante todo lo que sucede a su alrededor, y no tiene el menor reparo en herir tanto a enemígos como a camaradas si se interponen en su camino. En su primera aparición llamaba "basura" a todo aquel que no era digno de su atención, algo que si bien no ha vuelto a hacer, ya se ha convertido en una de sus señas de identidad. Aun así, Ulquiorra no es particularmente violento, y sólo pelea cuando se lo ordena Aizen o si provoca él mismo a su contrincante movido por pura curiosidad. Según Grimmjow Jaegerjaquez, Ulquiorra tiene el hábito de atravesar con sus propias manos a la gente que le llama la atención en el lugar donde tiene su agujero de Hollow, una costumbre que no se sabe si realiza conscientemente o no.
Ulquiorra muestra cierto interés por las emociones humanas, aunque no llega a comprenderlas e incluso niega su existencia ya que, según él dice: "si sus ojos no pueden verlas, no son reales". Podría parecer, por esta forma de pensar, que debido a la forma de vida sin sentido de un Hollow Ulquiorra no entiende qué son los sentimientos, aunque como aún no sabemos lo suficiente de su pasado, no podemos confirmarlo. Sea como fuere, lo cierto es que cuando Ichigo Kurosaki aventuró sobre la posibilidad de que este se estuviese volviendo cada vez más humano, posiblemente influenciado por Orihime, pareció tomárselo como una ofensa y respondió con una furia no vista en él hasta entonces.
De naturaleza inteligente y mente analítica, Ulquiorra es sumamente perceptivo, y capaz de destacar el más mínimo detalle en cualquier situación, lo que le convierte en una muy valiosa fuente de información. Además, ha demostrado ser bastante retorcido, a sabiendas o no, siendo capaz de atacar directamente los sentimientos de aquellos que se enfrentan a él (despertando la ira de Ichigo, sometiendo a Orihime a una auténtica guerra psicológica...) y observando su reacción. Su forma de ser es implacable, y es capaz de realizar cualquier acto, por inhumano y abominable que pueda ser, sin siquiera pestañear

## Historia

### Los Arrancar
Ulquiorra es junto a Yammy el primer Arrancar en ser enviado a Karakura por Sōsuke Aizen con la misión de investigar las aptitudes de Ichigo Kurosaki, que despertó el interés de Aizen cuando se encontraba en la Sociedad de Almas. Después de que Yammy usara su Gonzui sobre los lugareños, llegan al lugar Yasutora Sado e Orihime Inoue que son derrotados fácilmente por Yammy, esto atrae indirectamente a Ichigo Kurosaki, que usa su bankai y derrota fácilmente a Yammy (además de cortarle el brazo), no obstante cuando Yammy se dispone a usar su Zanpakutō Ichigo pierde el control y es derrotado por el Arrancar, lo cual llama la atención de Ulquiorra debido a las grandes fluctuaciones de su poder espiritual.
Cuando parece que Ichigo y Orihime están perdidos, Kisuke Urahara y Yoruichi Shihōin llegan al rescate, Yammy es derrotado fácilmente por Yoruichi y por Urahara, que incluso anula su Cero y contraataca, Ulquiorra interviene para ayudar a Yammy y ordena la retirada, abriendo la Garganta a Hueco Mundo, Yoruichi le acusa de huir pero Ulquiorra responde con arrogancia que él llevaría ventaja y no al revés, tras lo cual regresan a Las Noches, donde presenta su informe sacándose su propio ojo, Grimmjow Jeaguerjaques se opone a su decisión de dejar vivo al sujeto pero no Aizen, que lo apoya plenamente. Un mes después es convocado por Aizen al arrancamiento de Wonderweiss Margera junto a un recuperado Yammy en la que Aizen le da permiso para ejecutar la orden que le proporcionó un mes atrás.
Este envía a Karakura un grupo formado por Wonderwice, el nuevo Espada 6 Luppi, Yammy y Grimmjow que luchará contra los refuerzos enviados por la Sociedad de Almas al tiempo que él captura a Inoue Orihime en el Dangai, que trataba de ayudar a sus amigos acompañada por dos shinigamis. Ulquiorra los derrota fácilmente y mientras Inoue les cura, este le ordena ir con él puesto que las vidas de sus amigos dependen de ella. Inoue no tiene opción a réplica y accede, Ulquiorra le otorga una pulsera que la hará inmune a todos los sistemas de detección espiritual existentes excepto a los arrancar, le da 12 horas para despedirse y luego se la lleva a Hueco Mundo.
En ese tiempo es él encargado de ordenar la retirada del grupo que peleaba en Karakura y de detener a Grimmjow justo en el momento en que iba a liberar su Zanpakutō ante el visored Shinji Hirako. Cuando los rayos de Negación los transportan a Hueco Mundo observa que Ichigo ha estado aprendiendo un nuevo poder, pero lo desprecia nuevamente.

### Hueco Mundo
Ante la presencia de Aizen, Ulquiorra observa cómo Inoue utiliza sus poderes para curar el brazo de Grimmjow y ve sin inmutarse como este recupera su puesto de Sexta Espada tras matar a Luppi. Tras esto se le ve impertérrito y silencioso en la reunión de Espadas convocada por Aizen en la que informa de la intrusión de Ichigo Kurosaki, Yasutora Sado y Uryū Ishida.
Es el encargado de custodiar a Inoue Orihime, la provee de un hakama Arrancar y la informa de que sus amigos han ido a salvarla. Cuando Ulquiorra deja sus dependencias, aparece otro Espada, Nnoitra Jiruga que aunque provoca a Ulquiorra, logra obtener la explicación sobre la humana del Espada, no está bajo los efectos del Kyōka Suigetsu, es una jaula psicológica.
Ulquiorra sigue la orden de Aizen y vigila a Orihime, la informa de la derrota de Yasutora Sado a manos de Nnoitra y visita a Gin Ichimaru, al que no profiere gran aprecio y que le confirma que el encuentro entre Rukia Kuchiki y Aaroniero Arleri no fue por casualidad.
Posteriormente le sale al encuentro a Ichigo Kurosaki mientras avanzaba en compañía de Nel y lo incita a combatir con él mentándole la muerte de Rukia o el secuestro de Inoue. A pesar del empuje de Ichigo y su máscara visored Ulquiorra vence fácilmente a Ichigo y le muestra su rango de Cuarto Espada antes de hendirle la mano en el pecho, derrotarlo finalmente y dejarlo a su suerte.
Ulquiorra regresa tras cambiarse de ropa a las dependencias de Inoue Orihime pero allí descubre que el Sexto Espada Grimmjow Jeaguerjaques la ha sacado a la fuerza y va en su busca rápidamente, descubriendo que la humana estaba curando a Ichigo. El enfrentamiento es inevitable y tras un brutal choque de Ceros Grimmjow encierra en su Caja Negación a Ulquiorra para poder luchar con Ichigo sin interrupciones.
Horas después, cuando Ichigo ya ha derrotado a Grimmjow y cuatro Capitanes del Gotei aparecen para derrotar a los Espada cinco, siete y ocho (Nnoitra Jiruga, Zommari Le Roux y Szayel Aporro Granz), Sōsuke Aizen encierra a estos y a los intrusos cerrando sus Gargantas y desplazándose a la ciudad de Karakura (trasladada al Rukongai por seguridad) junto a Stark, Halibel, Barragan Luisenbarn y sus Fracciones para pelear con los Capitanes restantes y crear la Ōken. Aizen le encomienda en ese instante a un emergente Ulquiorra que se ocupe de Las Noches en su lugar y que cuide de Orihime Inoue en la Quinta Torre, Ichigo se da cuenta de su presencia y parte inmediatamente hacia el Espada, que espera su llegada.

### La Batalla por Karakura
Ulquiorra se dispone a acabar con la vida de Orihime Inoue pues carece de utilidad para Aizen, el Espada se sorprende al comprobar que la humana no tiene miedo al sentirse reconfortada por el intento de ser rescatada por sus amigos. Ulquiorra se entretiene escuchando y despreciando los sentimientos de amistad de Orihime hasta que finalmente Ichigo Kurosaki irrumpe en la torre. Ulquiorra desenvaina su Zanpakutō para destruir completamente a Ichigo, ya que según el Espada eso equivale a defender Las Noches. El duelo no se hace esperar y tras unos compases, Ulquiorra observa la mejora de Ichigo cuando este sobrevive a su Cero sin usar la máscara, el Espada trata de convencerlo de que salvar a la humana es tarea perdida.
Ichigo logra adaptarse al estilo del Espada y cortarlo, no obstante Ulquiorra incrementa el ritmo y el shinigami debe ser protegido por Orihime. Mientras Ichigo utiliza su Getsuga Tenshō de maneras diversas para herir a Ulquiorra, Orihime es capturada por Loly y Menoly, el Cuarto Espada se interpone entre Ichigo y su amiga, en ese instante Yammy reaparece y acaba con las dos arrancar, sin embargo antes de que alcance a la humana, Uryū Ishida le tiende una trampa con una mina anti Arrancar y se hace cargo de Orihime. Entre tanto Ichigo utiliza su máscara visored y Ulquiorra ante su desventaja, decide liberar su zanpakutō (Murciélago) sobre la bóveda de Las Noches, adquiriendo nuevamente ventaja sobre su adversario, tras comprobar que el Kuroi Getsuga Tenshō de Ichigo ni siquiera le hace un rasguño, Ulquiorra decide terminar el combate usando su Cero Oscuras. A pesar de comprobar la enorme diferencia que hay entre ambos, el malherido Ichigo continúa desafiando al Espada, que utiliza su Resurrección Segunda Etapa para hacerle entender que no hay posibilidad de ganar. Finalmente Orihime llega al lugar junto a Ishida justo cuando Ichigo recibe un Cero que le abre el pecho. La humana trata de curar al shinigami mientras Ishida ataca a Ulquiorra, no obstante este lo derrota en pocos segundos, ante la desesperación total de Orihime, Ichigo comienza a levantarse, transformado en hollow (llamado por tite, トカゲステージ3 Lagarto Etapa 3), rechaza el Cero Oscuras de Ulquiorra con su propio cero y cercena el brazo del perplejo Espada.
Ulquiorra trata de acabar con su enemigo con su Lanza del Relámpago tras regenerarse pero resulta inútil, Ichigo utiliza el sonido e incluso anula su técnica con las manos, finalmente y tras un brutal corte de Tensa Zangetsu, Ichigo se dispone a rematarlo con un cero, Ulquiorra acepta su derrota y su inminente muerte. Ishida intenta evitar que asesine a Ulquiorra y termina cayendo también víctima del shinigami. Justo cuando Ichigo se dispone a lanzar un cero a Ishida, el Espada comienza a regenerarse y contraataca, cortando uno de los cuernos de su rival y desviando el ataque.
El ataque de Ulquiorra hace pedazos la máscara de Ichigo que se desploma en el suelo aunque el espada está ya herido de muerte. De repente Ichigo comienza a regenerarse y recupera la consciencia. Ulquiorra le entrega a Ichigo su Zangetsu y pide terminar de una vez por todas el combate, pero el shinigami rehúsa combatir en desigualdad de condiciones con el mutilado espada. Ulquiorra comienza a desvanecerse y pide a Ichigo que acabe con él pero se niega a ello. Ulquiorra admite que había comenzado a sentir interés por Orihime y sus amigos y le extiende la mano mientras le pregunta "¿Me tienes miedo, mujer?" a lo que ella le responde con lágrimas en los ojos que no está asustada de él. Orihime y Ulquiorra intentan juntar sus manos, pero ella no logra alcanzarle ya que la mano del Espada se va convirtiendo en cenizas. Finalmente, antes de desaparecer, Ulquiorra piensa "ya veo, esto aquí... Su corazón siempre ha estado en mis manos".

## Poderes
Al tratarse de la Cuarta Espada, Ulquiorra es el 4.º Arrancar más poderoso del ejército de Aizen y por ello uno de los personajes con mayor capacidad destructiva de la serie, estando al nivel de los capitanes más fuertes de la Sociedad de Almas. Es un experto combatiente, que domina todas las habilidades propias de los Arrancar, como son:
- Cero (虚閃（セロ）, sero, literalmente "Fogonazo de Hollow"): el ataque básico de todos los Menos y Arrancar, una potente descarga de energía capaz de desintegrar al objetivo. Ulquiorra puede lanzar un Cero de color verdoso (en vez del más común rojo) de la punta de su dedo índice. Además, aunque no se le haya visto realizarlo, por ser uno de los Espada, Ulquiorra tiene el nivel suficiente como para realizar el Gran Rey Cero (王虚の閃光（グラン・レイ・セロ）, guran rei sero, literalmente "Fogonazo de Hollow Real"), una versión mucho más poderosa, capaz incluso de distorsionar el espacio.
- Bala (虚弾（バラ）, bara, literalmente, Bala de Hollow): un ataque más débil que el Cero pero unas veinte veces más rápido, al que Ulquiorra ha demostrado gran predilección, al atacar de esta forma por sorpresa a los Shinigamis que escoltaban a Orihime de vuelta al mundo de los vivos. El poder destructivo de la Bala de Ulquiorra, es tanto como para ser capaz de destrozar una gran parte del cuerpo de un Shinigami de un solo impacto.
- Sonido (響転（ソニード）, sonīdo, literalmente, Revolución Resonante), un equivalente al Shunpo de los Shinigamis o el Hirenkyaku de los Quincy con la cual el usuario es capaz de trasportarse o moverse a altas velocidades en solo instantes.
- Garganta (黒腔（ガルガンタ）, garuganta, literalmente Cavidad Negra), una habilidad de los Arrancar con la cual son capaces de moverse entre los distintos mundos con solo tocar un segmento del ambiente.
- Hierro (鋼皮（イエロ）, iero, literalmente "Piel de Hierro"), una compresión de poder espiritual en la piel del Arrancar que le confiere la resistencia de una armadura. En el caso de la Cuarta Espada su Hierro es muy resisitente, permitiéndole enfrentar a sus oponentes con las manos desnudas.
- Pesquisa (探査回路（ペスキス）, pesukisa, literalmente Circuito de Investigación) una habilidad pasiva de los Arrancar con la cual pueden detectar fuentes de reiatsu con suma efectividad así como lograr determinar el nivel del mismo. Ulquiorra demuestra esta habilidad al captar el reiatsu Visored de Ichigo.
- Solita Vista (共 眼界 (ソリタ • ヴィスタ), Sorita Visuta, en japonés significa "Mundo de Todos los Ojos", español para "Vista Acostumbrada"): Ulquiorra posee una habilidad única con la cual puede trasferir a todos los que se encuentren a su alrededor sus propios recuerdos, dejándolos prácticamente entrar en su mente. Al destruir su ojo izquierdo este se convierte en polvo de color verdoso y brillante el cual al ser aspirado a través de la respiración por cualquier individuo, este puede observar los recuerdos del usuario de algún hecho avistado.

Hasta el momento, Ulquiorra ha demostrado manejar todas estas habilidades a la perfección, y además contar con una especial que no se ha visto en ningún otro Arrancar y que le permite ser el informador más eficiente posible de Aizen. Esto es así debido a que todo lo que ve puede ser mostrado a la gente, al retirarse el ojo izquierdo de sus cuencas y convertirlo en polvo, que es enviado a sus espectadores, contemplando éstos la escena que Ulquiorra ha registrado previamente.
Según sus propias palabras, el principal punto fuerte de Ulquiorra no reside en el ataque, sino en la capacidad de regenerarse. Al contrario que otros Arrancar que han sacrificado sus habilidades de Regeneración Instantánea con el propósito de alcanzar una mayor fuerza y resistencia en el combate, la Cuarta Espada la ha desarrollado para poder recuperar cualquier parte de su cuerpo a enormes velocidades, con las excepciones de su cerebro y órganos internos. Así, el ojo de Ulquiorra que emplea para mostrar imágenes a los demás, puede regenerarse y permitirle realizar esa extraña habilidad, sin nombre conocido, tantas veces como desee.

## Zanpakutō
Murciélago (黒翼大魔 (ムルシエラゴ), Murushierago, lit. "Gran Demonio Negro Alado"). En su estado sellado, la Zanpaku-tō de Ulquiorra tiene la forma más general de katana, con un mango de color verde y una guardia con una forma ovalada, vagamente similar a un ojo.
Ulquiorra rara vez emplea su Zanpaku-tō, y hasta su más reciente combate con Ichigo ha demostrado ser un temible adversario simplemente con sus manos desnudas y la piel de acero que lo recubre. Suele hacer uso de sus manos para defenderse (gracias a su Hierro) y para atacar demostrando una potencia física considerable en sus golpes.
Al parecer, sólo recurre a su arma cuando considera que su enemigo es una amenaza a tener en cuenta, lo cual aumenta el doble de su peligrosidad ya que combina a la perfección el manejo de su arma con su fuerza física y poderes Hollow tales como el Cero y el Sonido. Debido a la extrema calma que emana de su ser, Ulquiorra es un rival difícil de analizar por lo que sus movimientos pueden ser muy imprevisibles para el adversario.

### Resurrección:Murciélago
El comando de activación de Murciélago es Encadena (鎖せ, Tozase). Al pronunciarlo se forma una densa humareda en torno a Ulquiorra, que acaba por condensar y caer a su alrededor en forma de lluvia negra.
En su aspecto liberado Ulquiorra gana dos enormes alas negras similares a las de un murciélago o un demonio, así como cambia su vestimenta por una especie de larga y ajustada túnica blanca de una sola pieza. En este estado, su pelo se hace algo más largo, al igual que las marcas bajo los ojos se agrandan y adquieren una forma más triangular.
La máscara Hollow de Ulquiorra acaba por completarse y cubrir toda la cabeza, aunque su aspecto varía, dejando las sienes más libres y mostrando unos cuernos diferentes al que tiene Ulquiorra en su estado sellado. 
Al liberar su Zanpaku-tō, Ulquiorra aumenta de forma considerable su fuerza y velocidad, así como gana la habilidad de crear unas largas lanzas de energía de color verde llamadas Luz de la luna (ルス・デ・ラ・ルナ, Rusu de ra Runa) que usa como armas. Otra técnica que ha mostrado en esta forma ha sido:
- Cero Oscuras (黒虚閃 （セロ・オスキュラス）, Sero Osukyurasu, lit. "Fogonazo Negro de Hollow"): un Cero negro, de potencia bastante superior a la de un Cero común, así como con mayor rango de ataque y poder destructivo. Según Ulquiorra, este ataque puede ser utilizado solo por los Espada en su estado liberado, pero esto no se ha demostrado puesto que Ulquiorra fue el único en usarlo, hasta ahora.

- Luz de la Luna (ルス・デ・ラ・ルナ, Rusu de ra Runa): Es una técnica de Ulquiorra la cual consiste en reunir energía espiritual lumínica y formar una especie de "Sable" o jabalina de luz que posee una gran fuerza y resistencia, capaz de destrozar con solo un roce la máscara Hollow de Ichigo. Al activar su Resurrección Segunda Etapa, Ulquiorra es capaz de crear proyectiles de luz similares a esta técnica pero con mucho más poder destructivo, denominado "Lanza del Relámpago"

- Velocidad incrementada: Su velocidad es mucho mayor, siendo capaz de recorrer grandes distancias en instantes, presionando a Ichigo a tal punto que incluso con su máscara Hollow y Bankai tiene dificultades para mantenerse al día con su velocidad.

- Hierro aumentado: Su Hierro también ha aumentado enormemente en fuerza hasta el punto en que un Getsuga Tenshō con la máscara de Ichigo activa no tiene ningún efecto sobre él en lo absoluto.

- Poder espiritual incrementado: a pesar de que ya posee un poder espiritual inmenso, una vez libera su energía espiritual impregna la zona, la cual es lo suficientemente intensa como para crear un efecto profundo en los demás así como causar lo que parece ser como una lluvia verde que cae en los alrededores cuando lo libera.

### Resurrección Segunda Etapa
(刀剣解放第二階層 (レスレクシオン・セグンダ・エターパ), Resurekushion Segunda Etāpa, lit. "Liberación de la Espada: Segundo Nivel") Ésta es una habilidad exclusiva de Ulquiorra, según sus propias palabras, con la que puede realizar una segunda liberación desde su Resurrección aumentando considerablemente sus poderes, algo similar al bankai de los Shinigamis. Al parecer, ha mantenido en secreto a todos, incluso a Aizen, la existencia de su liberación adicional.
En este estado, su túnica desaparece y su máscara se ve reemplazada por dos enormes cuernos que emergen de su cabeza. Tanto sus extremidades superiores como las inferiores se cubren de un pelaje negro, y sus pies adquieren un aspecto marcadamente similar a los de un animal, al acabar en afiladas garras. Igualmente, aparece una larga y delgada cola, que puede ser utilizada como látigo, y con la fuerza suficiente incluso como para alzar a sus víctimas con ella.
El blanco de los ojos de Ulquiorra se vuelve totalmente verde, y las líneas bajo los ojos se ensanchan aún más, al liberar su resurrección en Segunda Etapa no solo la fuerza de Ulquiorra crece si no que todas sus habilidades aumentan considerablemente como es visto en su batalla con Ichigo este logró atacarle sin si quiere le diera tiempo de reaccionar.
- Látigo (ラティーゴ, Ratīgo): Ulquiorra usa su larga cola, como si fuese un látigo, y arremete contra su enemigo propinando fuertes golpes, también siendo capaz de estrangular a su enemigo. También Ulquiorra adquiere la habilidad de regenerar sus extremidades a gran velocidad y sin esfuerzo alguno, sus alas y su cola son lo suficientemente fuertes como para golpear a ichigo y mandarle a volar de un solo golpe, también se le ha visto utilizar el Cero Oscuras con más velocidad y fuerza que antes, también se le ve utilizar una técnica aún más poderosa que el Cero, única de su resurrección:

- Lanza del Relámpago (雷霆の槍 (ランサ・デル・レランパーゴ), Ransa deru Reranpāgo, lit. "Lanza del Trueno y del Relámpago"): a partir de su poder espiritual Ulquiorra crea un proyectil luminoso con una forma semejante a una lanza, que puede disparar a sus oponentes, causando una enorme explosión, que es muy superior a un Cero Oscuras, o bien la utiliza para combatir mano a mano. Aunque puede lanzar más de uno de estos tremendos ataques de forma continua, él mismo reconoce no poder controlarlos con facilidad.

- Abrumador Poder Espiritual: El ya inmenso poder espiritual de Ulquiorra cambia de forma significativa la naturaleza de su reiatsu al entrar en su segunda etapa. Aun estando cerca de su liberación la desesperación se infunde en aquellos que pueden sentirlo. Uryū Ishida un Quincy que es un experto en la detección de reiatsu, señaló que la densidad del poder espiritual de Ulquiorra era tan grande que difícilmente podría ser identificado como reiatsu.

## Curiosidades
- Él junto a Yammy fueron los primeros Arrancar en aparecer en la serie y por esto se pensó que eran los más poderosos, aunque esta teoría fue descartada al descubrirse sus lugares entre los espadas, aunque es posible que ellos 2 junto a Starrk son los Espadas más poderosos, al descubrirse en la saga batalla por Karakura que Ulquiorra Posee una Resurrección Segunda Etapa y que Yammy al liberar su Zanpaku-tō se convierte en la Espada "0".
- En la última encuesta de popularidad realizada hasta ahora, Ulquiorra se ha posicionado en 10.º lugar.
- Las primeras imágenes en el anime de Ulquiorra y Grimmjow se pudieron ver en el cuarto opening de la serie, durante la Saga Bount.
- Ulquiorra ha sido el primer Arrancar en aparecer en un videojuego de Bleach, al ser un personaje que podía conseguirse una vez superado el modo historia del Bleach: Heat the Soul 3 y realizada una misión bonus.
- En Bleach: Heat the Soul 3, 4, y 5 se aprecia la Zanpaku-tō de Ulquiorra con un mango y guardia de un color negro. También en Bleach Heat the Soul 4, se aprecia a Ulquiorra con sus dos líneas faciales de un color morado y un color de piel grisáceo.
- En cortos de video durante la pelea final de Ulquiorra contra Ichigo en Bleach: Soul Carnival 2 se aprecia casi la misma secuencia del anime pero con la diferencia de que partes del cuerpo de Ulquiorra como su globos oculares o su marca en el pecho son completamente negras en comparación del anime.
- Ulquiorra ha aparecido con su Resurrección Segunda Etapa en los videojuegos Bleach: Heat the Soul 7, Bleach: immortal soul,   Bleach: Soul Carnival 2 y Bleach: Soul Ignition en los dos primeros videojuegos el personaje es jugable pero se desconoce si en este último videojuego esta transformación sea jugable.
- Además de haber aparecido en los siguientes videojuegos, sin excepción alguna, Ulquiorra tiene su propio Bleach Beat Collection, en el que su seiyū interpreta dos temas inspirados en el personaje, así como un mensaje de voz en el que reveló, antes que en el anime, su apellido y su cargo como Cuarta Espada.
- Es el primer Arrancar en protagonizar una portada de manga siendo el tomo 22.
- La Cuarta Espada es uno de los pocos personajes que ha protagonizado más de una portada en los tomos del manga, junto a Ichigo, Orihime, Grimmjow, Hirako, Ichimaru, Aizen, Rukia, Byakuya y Yamamoto . En el caso de Ulquiorra, es portada de los tomos 22 y 40.
- El aspecto de la muerte de Ulquiorra es el "Vacío".
- Ulquiorra es (sin contar a Starrk, cuya fracción no es más que parte de él) el único Espada del Top 6 que carece de Fracción. La teoría de que Loly y Menoly fuesen la Fracción de Ulquiorra demostró ser falsa, al decirse claramente al final del Tomo 38 del manga que Ulquiorra no tiene en la actualidad a ningún Arrancar bajo su mando directo.
- Tite Kubo, en el volumen 38 de Bleach, le escogió la canción Moonshield del grupo In Flames.
- Al inicio de su última batalla contra Ichigo, Ulquiorra se prepara para lanzar un cero y en ese momento se puede apreciar que desaparese el cuerno de su máscara.
- No se sabe cual sea el motivo por el que Ulquiorra sigue a Aizen, aunque se ha pensado que él es el único Arrancar que no fue sometido por su Zanpaku-tō como en los casos de Barragan o Grimmjow, ya que sus ojos lo podían ver todo al grado de estar seguro de que su Resurrección Segunda Etapa no había sido descubierta por Aizen.
- Es el único personaje de Bleach que ha llegado a matar a Ichigo no una, sino dos veces.
- El combate de Ichigo VS Ulquiorra quedó en 2.º puesto en las últimas encuestas de San Valentín.
- La muerte de Ulquiorra en el capítulo 353 del manga fue escogida como la escena más impactante del año y fue emitida por la pantalla del Jump Festa 2009 estando Kubo Tite presente.
- Recientemente, en el Databook de Bleach, "Masked", se ha revelado que su día de nacimiento es el 1 de diciembre.
- Ulquiorra fue el primer Arrancar que Kubo diseñó, antes de crear el término "Espada", dicho en "Masked".
- Kubo Tite decidió poner su "4" en su pecho izquierdo encima del corazón para relacionarlo con el poema del tomo 27, la última línea: "En el quinto, está en el corazón", tal y como dice en "Masked".
- También en el Databook, se han revelado las tres únicas misiones que Ulquiorra ha tenido que llevar a cabo: Ir al mundo humano para investigar acerca de Kurosaki Ichigo (terminada con éxito), traer a Inoue Orihime a Hueco Mundo (terminada con éxito) y cuidar de Las Noches mientras Aizen está en el mundo humano (fallida). La misión de vigilar a Orihime en su estancia de Hueco Mundo la llevó a cabo después de ofrecerse para hacerla.
- El rostro de Ulquiorra comparte un gran parecido con el del personaje "L" del anime Death Note.
- No se sabe a ciencia cierta, si Ulquiorra y su resurrección comparten algo con el número 4, ya que este número en japonés se pronuncia "shi" (muerte), lo que sí es cierto, es que en el tomo 22 del manga, se hace referencia a la fresa con Ichigo, y a la muerte, con Ulquiorra.
- Ulquiorra representa la "Crueldad".
- En Bleach: Soul Carnival su ataque máximo es un Gran Rey Cero de color verde, pese a que nunca uso este ataque.
- Junto con Szayel Aporro y Aaroniero es el único Espada que ha salido en un relleno.
- Su Seiyu interpreta el opening Anima Rossa en el Bleach Concept Covers 2.
- El kanji de Ulquiorra es 無 significa Nada.